# Thảm sát Široka Kula
Thảm sát Široka Kula là vụ giết hại 41 thường dân ở làng Široka Kula gần Gospić, Croatia, do cảnh sát Oblast tự trị người Serb ở Krajina gây ra trong tháng 10 năm 1991. Các vụ giết người nhằm vào người sắc tộc Croat ở Široka Kula và một số người Serb bị nghi ngờ phối hợp với chính quyền Croatia. Phần lớn thi thể của các nạn nhân bị ném xuống Hố Golubnjača, một hang động karst gần đó.
13 người bị buộc tội và bị xét xử liên quan đến vụ giết người, 4 người bị kết án vắng mặt ở Beograd. 11 người khác đã bị xét xử và bị kết tội vắng mặt ở Gospić. Một trong những người bị Tòa án Gospić kết án sau đó đã trở về Croatia, nơi ông được tái thẩm và trắng án. Một đài tưởng niệm dành riêng cho các nạn nhân của vụ thảm sát đã được xây dựng trong làng vào năm 2003.

## Bối cảnh
Vào tháng 8 năm 1990, một cuộc nổi dậy nổ ra ở Croatia, tập trung ở các khu vực với dân số người Serb đáng kể, bao gồm một phần Lika và xung quanh thành phố Gospić.  Những khu vực này sau đó được gọi là  Oblast tự trị người Serb ở Krajina (tiếng Serbia-Croatia: Srpska autonomna oblast Krajina / Српска аутономна област Крајина, SAO Krajina/САО Крајина). Sau khi SAO Krajina tuyên bố ý định thống nhất với Serbia, Chính phủ Croatia tuyên bố đây là một cuộc nổi loạn. Đến tháng 3 năm 1991, xung đột leo thang và Chiến tranh giành độc lập Croatia nổ ra. Tháng 6 năm 1991, Croatia tuyên bố độc lập sau khi Nam Tư tan rã. Croatia sau đó tạm hoãn tuyên bố độc lập ba tháng, cho đến ngày 8 tháng 10.
Với việc Quân đội Nhân dân Nam Tư (tiếng Serbia-Croatia: Jugoslovenska Narodna Armija,JNA) ngày càng ủng hộ SAO Krajina, Cảnh sát Croatia không thể đối phó được, và Vệ binh quốc gia Croatia (tiếng Croatia: Zbor narodne garde, ZNG) được thành lập vào tháng 5 năm 1991. Việc phát triển quân đội của Croatia bị cản trở bởi lệnh cấm vận vũ khí của Liên hợp quốc vào tháng 9, trong khi xung đột quân sự ở Croatia tiếp tục leo thang—với Trận Vukovar vào ngày 26 tháng 8. Vào cuối tháng 8, giao tranh cũng gia tăng ở Lika, đặc biệt là Trận Gospić tiếp tục kéo dài trong suốt tháng 9.

## Diễn biến
SAO Krajina chiếm làng Široka Kula vào tháng 9 năm 1991. Ngôi làng nằm 11 kilômét (6,8 dặm) về phía đông bắc của Gospić ở Lika. Ngôi làng có dân số 536 người, gồm hỗn hợp nhiều sắc tộc trước chiến tranh,  nhưng phần lớn dân số Croat đã bỏ trốn vào cuối tháng.
Vào ngày 13 tháng 10, cảnh sát trưởng Široka Kula đã hướng dẫn những người Croat còn lại trong làng di chuyển đến hai ngôi nhà trước khi được sơ tán. Sau khi làm theo yêu cầu, lực lượng cảnh sát đã bắn những người Croat tập hợp lại, trong khi nhà thuộc sở hữu của người Croat bị cướp và đốt phá. Sự việc khiến 13 dân thường thiệt mạng. Thi thể của những nạn nhân bị giết bằng súng bị ném vào những ngôi nhà đang cháy. Một số khác bị thiêu chết. Hầu hết nạn nhân là người già và ít nhất có một trẻ em. Trong những ngày tiếp theo, các vụ giết người tiếp tục diễn ra. Theo một báo cáo vào năm 2013, tổng cộng 41 thường dân đã thiệt mạng, hầu hết các xác chết bị ném xuống Hố Golubnjača, 22 trong số đó được tim được ở trong hang động karst tính đến  năm 2011. Vào tháng 11 năm 1992, cảnh sát Cộng hòa Serbia Krajina (RSK) ước tính rằng thi thể của khoảng 40 người Croat bị ném xuống hố.
Vào giữa tháng 10, cảnh sát SAO Krajina đã bắt giữ 4 người Serb ở Široka Kula, Mane Rakić và 3 người con của anh ta vì cáo buộc cộng tác với chính quyền Croatia. Trong đêm ngày 21 tháng 10, cảnh sát khám xét nhà của Rakić, và sau đó giết vợ của anh ta trong một ngôi nhà khác ở Široka Kula. Cơ thể người vợ được tẩm dầu hỏa và thiêu cháy. Vào cuối tháng đó, Rakić và các con cũng bị sát hại, thi thể bị ném xuống Hố Golubnjača.

## Hậu quả
Năm cảnh sát viên bị Tòa án quận Knin truy tố vào năm 1992 vì tội giết gia đình Rakić. Cuộc điều tra đã được thúc đẩy bởi yêu cầu từ người thân của các nạn nhân, những người đe dọa chính quyền RSK rằng sẽ thông báo cho Lực lượng Bảo vệ Liên hợp quốc (UNPROFOR) trừ khi chính quyền RSK tiếp tục tìm kiếm. Điều này đã khiến Đuro Kresović, chủ tịch Tòa án quận Knin viết thư cho Bộ trưởng Bộ Nội vụ RSK yêu cầu hướng dẫn về cách tiến hành, tuyên bố rằng bất kỳ nỗ lực nào để tìm thi thể gia đình Rakić sẽ phát hiện ra nhiều thi thể khác trong Hố Golubnjača. Ông yêu cầu hướng dẫn về cách tiến hành cuộc điều tra và phải làm gì nếu UNPROFOR phát hiện ra các thi thể. Mặc dù cuộc điều tra RSK đã hoàn tất, việc xét xử những người bị nghi ngờ có liên quan đến các vụ giết người không bắt đầu trước năm 2010 ở Beograd. Phiên tòa và quy trình kháng cáo đã được kết thúc vào năm 2013. Čedo Budisavljević bị kết án 13 năm tù, trong khi Mirko Malinović, Milan Bogunović và Bogdan Gruičić lần lượt bị kết án 12, 10 và 8 năm tù.
Năm 1994, Tòa án Quận ở Gospić đã xét xử và kết tội vắng mặt một nhóm gồm bảy người Serb ở Croatia vì liên quan đến vụ giết hại tám người (thành viên của gia đình Nikšić và Orešković, nhưng không phải gia đình Rakić) ở Široka Kula. Nikola Zagorac, Miroslav Serdar và Dragan Vunjak mỗi người bị kết án 20 năm tù, trong khi Dane Serdar, Dušan Uzelac, Milorad Barać và Dragan Uzelac mỗi người nhận bản án 15 năm tù. Năm 1997, Tòa án Quận ở Gospić cũng xét xử Vladimir Korica và Branko Banjeglav vắng mặt vì tham gia vào vụ thảm sát. Cả hai đều bị kết án 12 năm tù. Không ai trong số những người bị kết án vắng mặt trên phải ngồi tù. Dane Serdar tự nguyện trở về Croatia vào tháng 9 năm 2003 và được tái thẩm vì đã bị kết tội vắng mặt. Bản án năm 1994 của Dane Serdar đã bị lật lại và Serdar được tuyên trắng án vào tháng 9 năm 2004, sau khi bên truy tố không đưa ra được đầy đủ bằng chứng.
Một đài tưởng niệm các nạn nhân của vụ thảm sát, cũng như 164 nạn nhân Chiến tranh Thế giới thứ Hai từ khu vực Široka Kula, được xây dựng vào năm 2003. Đài tưởng niệm, được thiết kế bởi Petar Dolić và được đặt tên là "Cổng thông tin lịch sử Croatia" (Portal hrvatske povijesti). Đài tưởng niệm trên được khánh thành bởi thân nhân của những người thiệt mạng trong vụ thảm sát năm 1991 vào ngày 13 tháng 10, đánh dấu kỷ niệm 12 năm vụ án.